# Französische Rugby-Union-Meisterschaft 1944/45
Die Saison 1944/45 war die 46. Austragung der französischen Rugby-Union-Meisterschaft (französisch Championnat de France de rugby à XV). Sie umfasste 54 Mannschaften in der ersten Division (heutige Top 14).
Die Meisterschaft bestand aus zwei Stärkeklassen, einer oberen mit 54 und einer unteren mit 72 Mannschaften. Nach einer mehrstufigen Gruppenphase qualifizierten sich die besten für die Finalphase. Es folgten Achtel-, Viertel- und Halbfinale. Im Endspiel, das am 7. April 1945 im Parc des Princes in Paris stattfand, trafen die zwei Halbfinalsieger aufeinander und spielten um den Bouclier de Brennus. Dabei setzte sich die SU Agen gegen den FC Lourdes durch und errang zum zweiten Mal den Meistertitel.

## Gruppenphase
Detailergebnisse nicht bekannt.

## Finalphase

### Achtelfinale
| Datum        | Begegnung                         | Ergebnis |
| ------------ | --------------------------------- | -------- |
| 4. März 1945 | SU Agen – Biarritz Olympique      | ?        |
| 4. März 1945 | AS Montferrand – CA Bègles        | 20:8     |
| 4. März 1945 | USA Perpignan – RC Vichy          | ?        |
| 4. März 1945 | US Fumel Libos – AS Roanne        | ?        |
| 4. März 1945 | FC Lourdes – Stade Bordelais      | ?        |
| 4. März 1945 | FC Lyon – Section Paloise         | ?        |
| 4. März 1945 | Stade Toulousain – UMS Montélimar | 18:0     |
| 4. März 1945 | Aviron Bayonnais – CA Brive       | ?        |

### Viertelfinale
| Datum         | Begegnung                           | Ergebnis |
| ------------- | ----------------------------------- | -------- |
| 18. März 1945 | SU Agen – AS Montferrand            | 12:7     |
| 18. März 1945 | US Fumel Libos – USA Perpignan      | ?        |
| 18. März 1945 | FC Lourdes – FC Lyon                | ?        |
| 18. März 1945 | Stade Toulousain – Aviron Bayonnais | 07:6     |

Wiederholungsspiel
| Datum         | Begegnung                      | Ergebnis |
| ------------- | ------------------------------ | -------- |
| 25. März 1945 | US Fumel Libos – USA Perpignan | ?        |

### Halbfinale
| Datum         | Begegnung                | Ergebnis |
| ------------- | ------------------------ | -------- |
| 25. März 1945 | FC Lourdes – RC Toulon   | 09:8     |
| 1. April 1945 | SU Agen – US Fumel Libos | 16:0     |

### Finale
| 7. April 1945 | SU Agen                                      | 7 : 3   | FC Lourdes         | Parc des Princes, Paris Zuschauer: 30.000 Schiedsrichter: Lucien Barbe |
| 7. April 1945 | Versuche: Conquéré (1) Dropgoals: Bonnet (1) | Bericht | Versuche: Augé (1) | Parc des Princes, Paris Zuschauer: 30.000 Schiedsrichter: Lucien Barbe |

Aufstellungen
SU Agen: Georges Baladie, Guy Basquet, Emile Béziat, Camille Bonnet, Louis Cadaugade, Charles Calbet, Robert Carabignac, Jean Clavé, Fernand Conquéré, Albert Ferrasse, Pierre Genestine, Robert Landes, Jean Londais-Béhère, Guy Maurel, Jean Matheu-Cambas
FC Lourdes: Jean Augé, René Barzu, Georges Baudean, Léon Bordenave, Albert Grave, René Lhoste, Pierre Mouthe, Guy Faget, Jean Laborde-Grangé, Bettino Pallavicini, Charles Peyrade, Jean Prat, Daniel Saint-Pastous, François Soro, Robert Soro